# Abdeldjebar Djebbari
Abdeldjebar Djebbari (arab. عبد الجبار جباري; ur. 3 grudnia 1998) – algierski zapaśnik walczący w stylu klasycznym. Zajął siedemnaste miejsce na mistrzostwach świata w 2022. 
Złoty medalista mistrzostw Afryki w 2020, 2022 i 2023; piąty w 2019. Mistrz igrzysk panarabskich w 2023. Triumfator mistrzostw arabskich w 2024. Zajął ósme miejsce na igrzyskach śródziemnomorskich w 2022. Piąty w indywidualnym Pucharze Świata w 2020. Mistrz Afryki juniorów w 2018. Medalista mistrzostw śródziemnomorskich juniorów.